# برج العرب (مصر)
برج العرب (به عربی: برج العرب) یک منطقهٔ مسکونی در مصر است که در استان اسکندریه واقع شده‌است. برج العرب ۱۱۳٬۲۰۹ نفر جمعیت دارد.